# Steppen
Steppen is het rijden op een step, en wordt tegenwoordig ook als sport beoefend. De step of autoped wordt verder gebruikt als middel van vervoer en ontspanning. De Stepbond.nl is in Nederland het landelijk overkoepelende step-orgaan.

## Stichting Stepbond.nl
De Stepbond.nl is een open en niet-commerciële stichting. Ze houdt zich bezig met de step als dagelijks vervoermiddel in het woon- en werkverkeer, de hele cultuur rondom de autoped en de wedstrijd- en recreatiestep- en stepsleesport. Een belangrijke taak is het promoten van de step bij het Nederlandse publiek.
Tegen het eind van de 20e eeuw deed de step haar herintrede bij het grote publiek in de vorm van de bekende mini-vouwstep. Ondanks deze wereldwijde 'rage' profileert StepBond.nl de autoped (en stepslee) als menselijk 'oer'-vervoer dat ook in de 21e eeuw breed inzetbaar zal kunnen zijn.
Inmiddels is er een internationale step-scene waarbij ook internationale stepcompetities, zoals de eurocup en titel-evenementen als EK's en WK's georganiseerd worden. IKSA is internationaal het overkoepelende orgaan.

## Steptochten
Naast enkele stepwedstrijden zijn er zo'n 50-100 steptochten in Nederland die gepresenteerd worden op de landelijke stepkalender. Daarnaast zijn er nog vele ludieke en plaatselijke evenementen, arrangementen en sponsortochten waar bij de step ingezet wordt. Ook is de step steeds vaker te huur voor recreatieve doeleinden.   
Een van de belangrijkste taken van de StepBond.nl is het opstellen van de nationale stepkalender met tochten en wedstrijden. Verder behoort het informeren over internationale steptochten en wedstrijden tot haar taken.   